# Relações entre Polônia e Rússia
As relações entre Polônia e Rússia são as relações diplomáticas estabelecidas entre a República da Polônia e a Federação Russa. Ambos são vizinhos, com uma extensão de 206 km na fronteira entre os dois países.

## História
A Polônia e a Rússia possuem uma história semelhante e tensa. São povos Eslavos, falam idiomas similares, e viveram relativamente da mesma maneira ao longo dos tempos. Durante vários períodos da história, tanto a Polônia como a Rússia conquistaram o território um do outro. Apesar de todas as semelhanças, no entanto, há fortes contrastes. Os poloneses são católicos romanos e, portanto, utilizam o alfabeto latino em sua escrita, além de serem um país mais adepto ao Ocidente; Os russos são da religião ortodoxa, que tem um ódio de séculos do catolicismo romano, e, portanto, escrevem utilizando o alfabeto cirílico. Além disso, a Rússia se posiciona para o Oriente. Os séculos de conquista, bem como os modos totalmente opostos de pensamento, deixaram uma longa marca de desconfiança entre os povos desses dois países.
Na história mais recente, as relações entre a Rússia e a Polônia foram ainda mais complexas. A Polônia viu-se entre dois países poderosos e no centro de um jogo perigoso entre as superpotências capitalista e socialista do mundo. Durante a maior parte do século XX, a Polônia projetou uma imagem política de uma aliada dos russos e de toda a União Soviética, mas nos bastidores havia uma situação bastante diferente. Depois de uma combinação da Primeira Guerra Mundial e da Revolução Socialista de Outubro na Rússia, parecia que a Polônia seria deixada sozinha por ambos os seus poderosos vizinhos. A Alemanha foi destruída durante a guerra e a Rússia estava no meio de devastadoras guerras civis durante a construção da URSS. Durante os anos 1920 e 1930, no entanto, a Polônia se viu presa entre dois dos mais poderosos líderes de todo o século - o alemão Adolf Hitler e o soviético Josef Stalin.
A Segunda Guerra Mundial viu a Polônia invadida de todos os lados e, eventualmente, mudou-se para um lugar diferente no mapa quando suas fronteiras foram deslocadas para o oeste, levando território da Alemanha e fornecendo mais terras para a União Soviética. O país foi invadido pela primeira vez a oeste pelos soldados nazistas de Hitler. Enquanto destruía a Polônia, Hitler tinha os olhos na URSS. Apesar de um pacto de não-agressão, assinado entre a Alemanha e a União Soviética para dar a Stalin algum sentimento de proteção, Hitler não tinha a intenção de cumprir sua palavra. Em 1941, Hitler começou sua invasão maciça da União Soviética. O ataque da Alemanha contra a URSS foi tão maciço que a guerra não é apenas conhecida como Segunda Guerra Mundial na União Soviética - é nomeada a Grande Guerra Patriótica, em referência ao sofrimento maciço do país, seguido por um acúmulo milagroso de armas defensivas e ofensivas, culminando na libertação soviética da Europa até Berlim.
Este foi o momento onde os problemas mais graves e atuais nas relações polaco-russas começaram. Como resultado da libertação soviética da Alemanha, a Polônia havia sido invadida por soldados do Exército Nazista e do Exército Vermelho Soviético. A Alemanha foi novamente derrotada, a União Soviética era uma superpotência vitoriosa, e a Polónia foi apanhada no meio.